# Romans (Ain)
Romans ist eine französische Gemeinde mit 628 Einwohnern (Stand: 1. Januar 2022) im Département Ain in der Region Auvergne-Rhône-Alpes. Sie gehört zum Kanton Châtillon-sur-Chalaronne im Arrondissement Bourg-en-Bresse.
Die Einwohner werden Romanais genannt.

## Geografie
Die Gemeinde Romans liegt am Fluss Renon im Nordwesten der Seenlandschaft Dombes, etwa 18 Kilometer südwestlich der Präfektur Bourg-en-Bresse. 

### Nachbargemeinden
Umgeben wird Romans von den Nachbargemeinden Neuville-les-Dames im Norden, Condeissiat im Nordosten, Saint-André-le-Bouchoux im Osten und Südosten, Saint-Georges-sur-Renon und La Chapelle-du-Châtelard im Süden, Sandrans im Süden und Südwesten sowie Châtillon-sur-Chalaronne im Westen.

## Bevölkerungsentwicklung
| Jahr                       | 1962 | 1968 | 1975 | 1982 | 1990 | 1999 | 2006 | 2013 | 2021 |
| Einwohner                  | 353  | 367  | 346  | 351  | 480  | 522  | 571  | 602  | 617  |
| Quellen: Cassini und INSEE |      |      |      |      |      |      |      |      |      |

## Sehenswürdigkeiten
- Kirche Saint-Maurice, ursprünglich aus dem 12. Jahrhundert, wieder errichtet 1856 bis 1858
- Schloss Romans aus dem 15. Jahrhundert
- Schloss Le Chapuis
- Schloss Clerdan
- Schloss Beaujeu

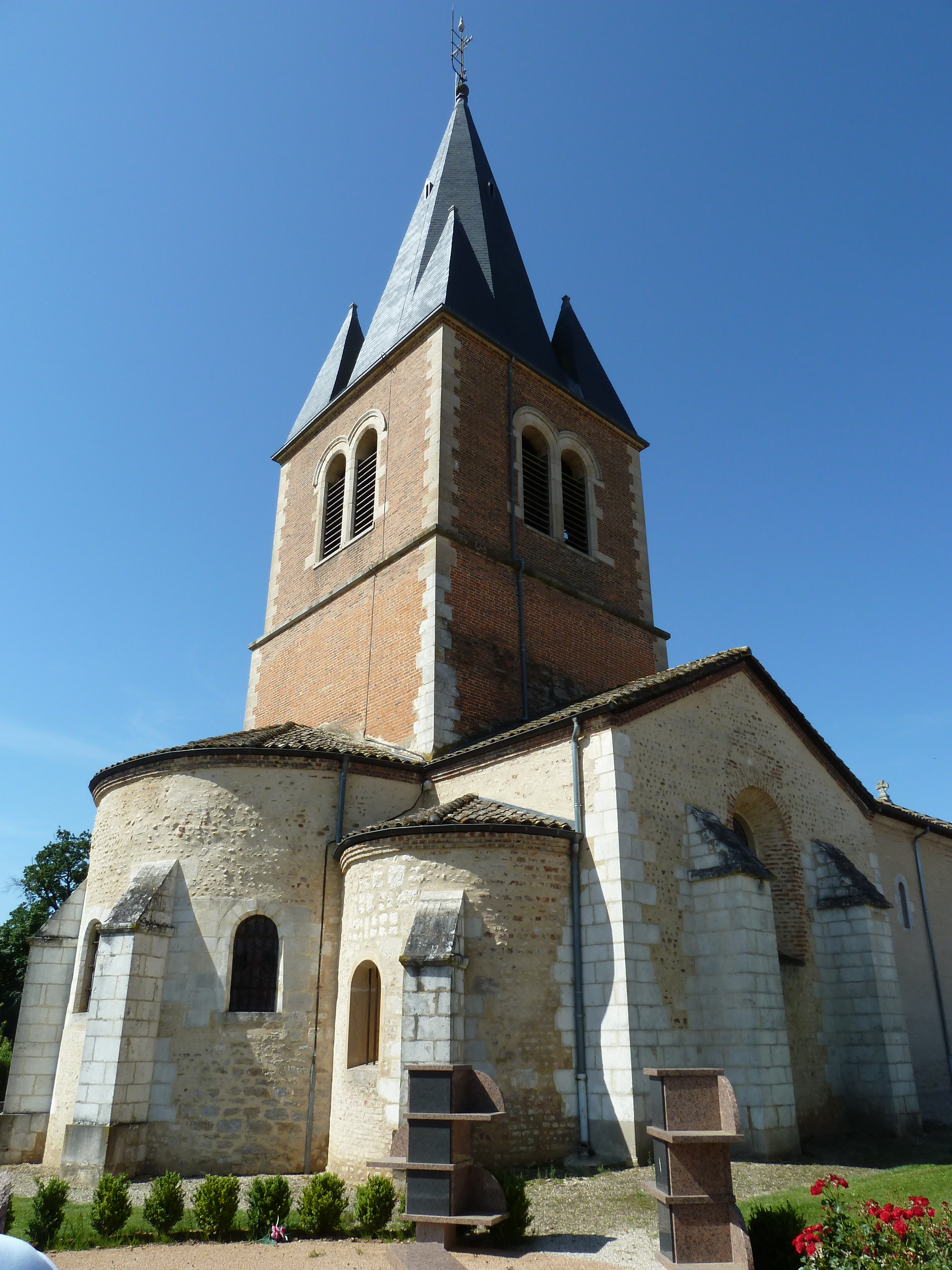
Kirche Saint-Maurice
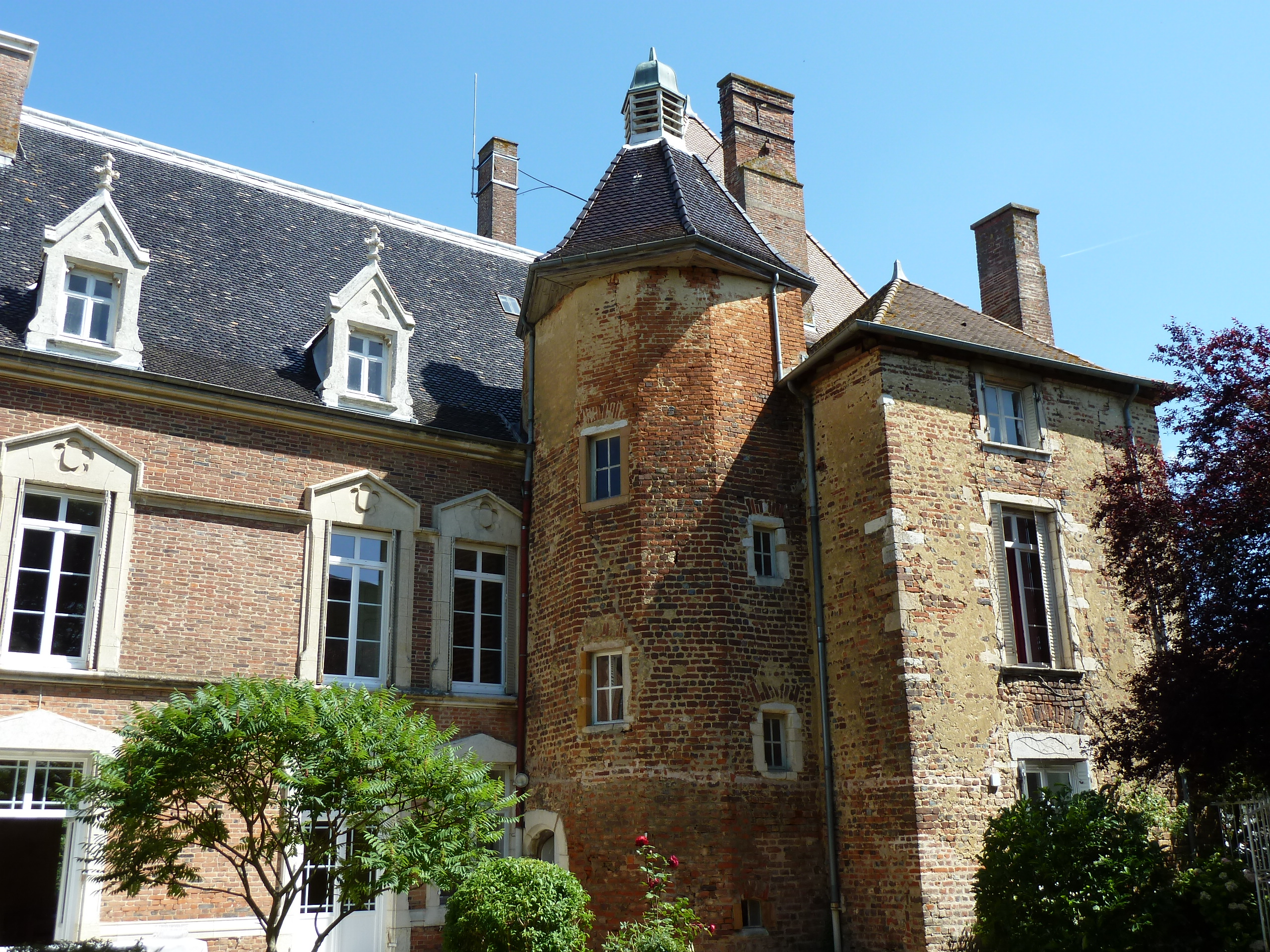
Schloss Romans
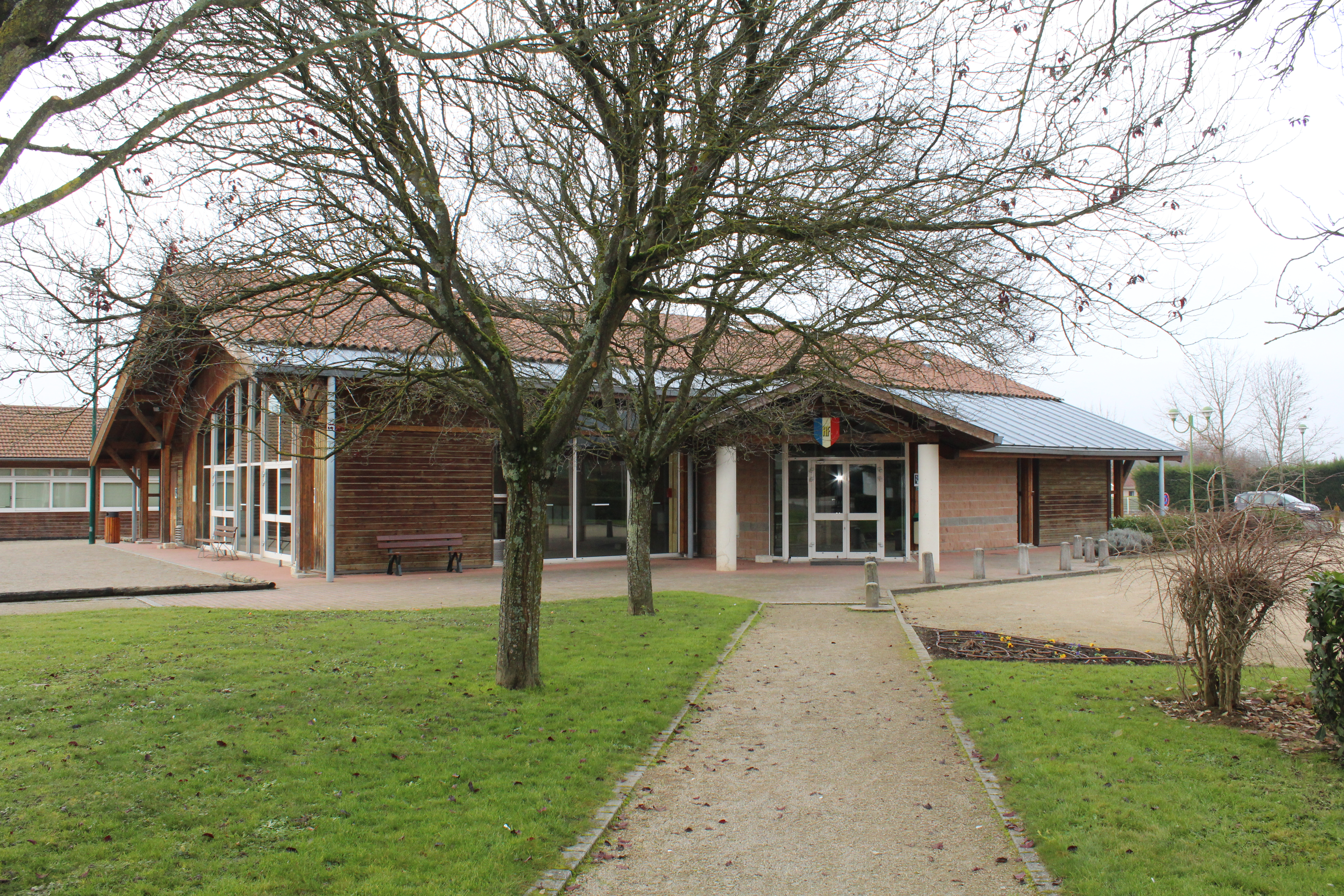
Gemeindefesthalle
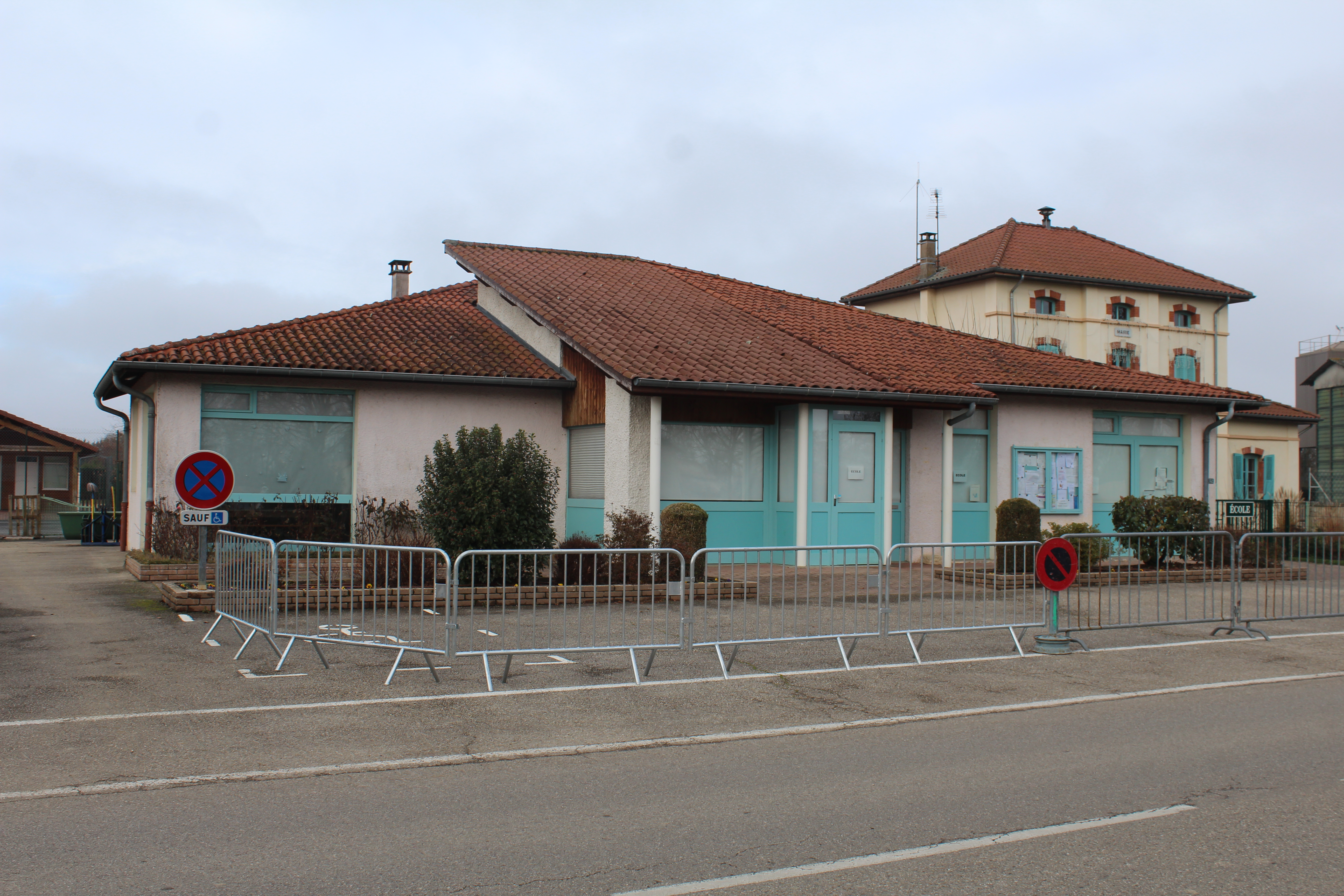
Schule
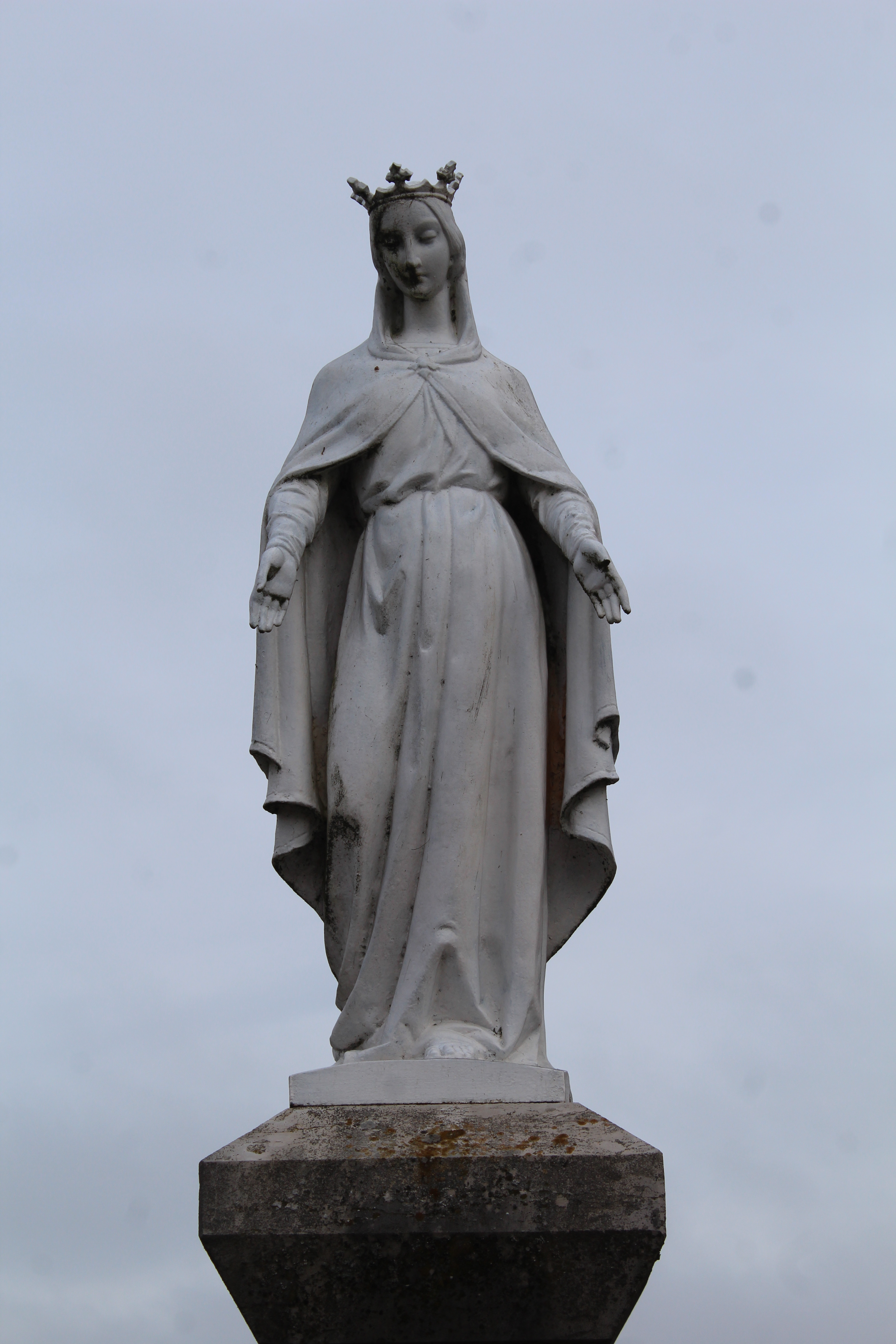
Marienstatue
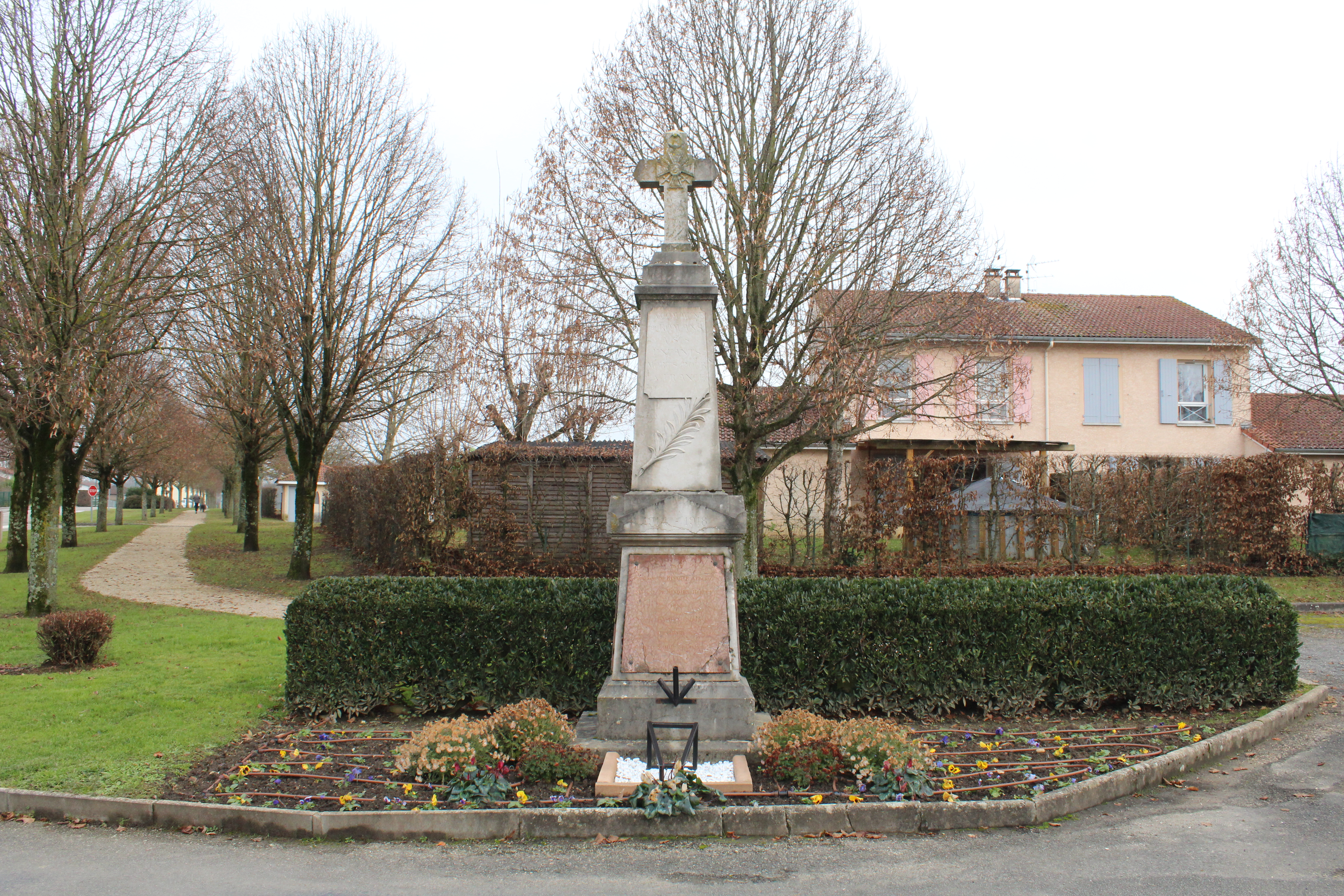
Gefallenendenkmal